# 佐香神社
佐香神社（さかじんじゃ）は島根県出雲市小境町に鎮座する神社である。別名、松尾神社。酒造の神として酒造業者からの信仰を集めている。

## 祭神
主祭神
- 久斯神（くすのかみ）
- 大山咋命

配神
- 天津彦彦火瓊瓊杵命
- 木花咲耶比売命
- 百八十神（ももやそがみ）

久斯神は酒の神のことであり、少彦名神の別名ともされる。大山咋命は京都の松尾大社からの勧請である。また配神の木花咲耶比売命も酒造に関係のある神である。
『出雲国風土記』楯縫郡の条の佐香郷に、川の中州で180柱もの神が集まって御厨を建てて酒を造り、180日もの間宴会をしたあと解散したという説話が記載されている。配神の百八十神はこれを意識したものといえる。

## 歴史
『出雲国風土記』楯縫郡の条の在神祇官社「佐加社」、延喜式神名帳の出雲国楯縫郡の「佐香神社」に比定される。
享保2年（1717年）の地誌『雲陽誌』の小境村の項に「松尾明神」とあり、それによれば明応9年（1500年）の棟札があるとされ、室町時代には前述の松尾大社の祭神が勧請されたと考えられる。江戸時代に入っても松江藩主を初め近隣の出雲杜氏たちの崇敬を集めていた。明治に入り社名を「佐香神社」に復したが、通称の「松尾神社」も併用されて現在に至る。

## 祭事
例大祭は10月13日に行われる。濁酒祭（どぶろくまつり）とも呼ばれ、室町時代から続いているとされる。10月1日の未明に宮司自ら杜氏となって神酒の醸造を行い、祭礼の前日に国税庁の係員の検査を受ける。当日には酒造業者たちが集まり、安全を祈願する奉納祭が執り行われる。ちなみに当社では財務省より、祭礼のために毎年1石以下までのどぶろくの醸造の許可を得ている。

## 関連文献
- 速水保孝「出雲神話と酒造り」『日本釀造協會雜誌』第82巻第8号、日本釀造協会、1987年、562-566頁、doi:10.6013/jbrewsocjapan1915.82.562。